# 丹尼尔·沃尔什
丹尼尔·沃尔什（英語：Daniel Walsh，1979年5月31日—），美国男子赛艇运动员。他曾代表美国参加2008年夏季奥林匹克运动会赛艇比赛，获得男子八人单桨有舵手铜牌。